# Le Poizat-Lalleyriat
Le Poizat-Lalleyriat és un municipi nou de França situat al departament de l'Ain i la regió d'Alvèrnia-Roine-Alps. Fou creat l'1 de gener del 2016 amb la fusió dels municipis de Lalleyriat i Le Poizat. Yvon Huyvaert, jubilat, en fou elegit el primer alcalde. Com que les properes eleccions municipals franceses estaven previstes per al 2020, el primer consistori de Le Poizat-Lalleyriat s'establí ajuntant tots els regidors dels antics municipis.